# 奇松-迪瓦尔马里诺
奇松-迪瓦尔马里诺（義大利語：Cison di Valmarino），是意大利威尼托大区特雷维索省的一个市镇。总面积28平方公里，人口2701人，人口密度96.5人/平方公里（2009年）。国家统计（ISTAT）代码为026018。